# 8HevXII a

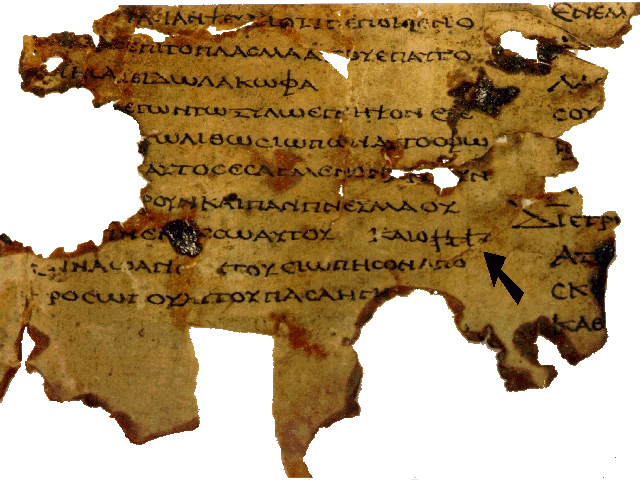
Il frammento 8HevXII a (LXXVTS 10a) del manoscritto 8HevXII gr

LXX 8HevXII a (LXXVTS 10a, Rahlfs 943a) è un frammento della Bibbia ebraica tradotta in koinè. In concomitanza con i frammenti Se2grXII e 8HevXII b compongono Roll dei profeti minori. datato I secolo CE., è notevole per contenere Il tetragramma.

## Scoperta
Sono stati trovati in deserto della Giudea in una grotta nel Nahal Hever. Questo frammento è designato dalla 943ª numerale nella lista dei manoscritti dei Settanta, come valutato da Alfred Rahlfs.

## Descrizione
Si tratta di un rotolo di pelle che contiene i libri della Profeti Minori. La pergamena contiene il Tetragramma nei seguenti luoghi della Bibbia ebraica: Libro di Giona 4,2; Libro di Michea 1,1.3; 4,4.5.7; 5,4 (x2); Libro di Abacuc 2,14.16.20; 3,9; Libro di Sofonia 1,3.14; 2,10; Libro di Zaccaria 1,3 (x2).4; 3,5.6.7.
Il manoscritto è stato pubblicato nel  Supplements to Vetus Testamentum, Vol. X, nel 1963. Il nome abbreviato rotolo viene dalla pubblicazione che è stato pubblicato (LXX - manoscritti dei Settanta; Vetus Testamentum, Supplements tomo X, a è il primo frammento del rotolo).

## Posizione attuale
Il manoscritto è conservato nella Museo Rockefeller in Gerusalemme come il manoscritto (8HevXII a).

## Consulta anche
- LXXVTS 10b
- LXXIEJ 12
- 4Q LXX Levb